# Weld (Maine)
Weld es un pueblo ubicado en el condado de Franklin en el estado estadounidense de Maine. En el Censo de 2010 tenía una población de 419 habitantes y una densidad poblacional de 2,57 personas por km².

## Geografía
Weld se encuentra ubicado en las coordenadas 44°41′15″N 70°26′57″O / 44.68750, -70.44917. Según la Oficina del Censo de los Estados Unidos, Weld tiene una superficie total de 162.84 km², de la cual 154.11 km² corresponden a tierra firme y (5.36%) 8.73 km² es agua.

## Demografía
Según el censo de 2010, había 419 personas residiendo en Weld. La densidad de población era de 2,57 hab./km². De los 419 habitantes, Weld estaba compuesto por el 97.85% blancos, el 0.24% eran afroamericanos, el 0% eran amerindios, el 0% eran asiáticos, el 0% eran isleños del Pacífico, el 0.24% eran de otras razas y el 1.67% pertenecían a dos o más razas. Del total de la población el 0.24% eran hispanos o latinos de cualquier raza.